# Xanthidium cristatum
Xanthidium cristatum là một loài Song tinh tảo trong họ Desmidiaceae, thuộc chi Xanthidium.